# Третя Тіга
Третя Ті́га (рос. Третья Тига) — село у складі Чаїнського району Томської області, Росія. Входить до складу Усть-Бакчарського сільського поселення.
Стара назва — Тіга 3-я.

## Населення
Населення — 161 особа (2010; 223 у 2002).
Національний склад (станом на 2002 рік):
- удмурти — 61 %
- росіяни — 39 %